# Ligue B de la Ligue des nations de la CONCACAF 2024-2025
 (novembre 2024).
Si vous disposez d'ouvrages ou d'articles de référence ou si vous connaissez des sites web de qualité traitant du thème abordé ici, merci de compléter l'article en donnant les références utiles à sa vérifiabilité et en les liant à la section « Notes et références ».
Navigation
Ligue B 2023-2024 Ligue B 2026-2027
La Ligue B de la Ligue des nations 2024-2025 est la deuxième division de la Ligue des nations 2024-2025, quatrième édition d'une compétition impliquant les équipes nationales masculines des 41 associations membres de la CONCACAF.

## Format
La Ligue B conserve le même format introduit depuis l'édition inaugurale, sauf que les matchs se joueront dans des lieux centralisés au lieu du format aller-retour précédent.
Les seize équipes participantes ont été divisées en quatre groupes de quatre équipes et chaque groupe se joue sur la base d'un aller-retour, les matchs se déroulent en septembre, octobre et novembre 2024. L'équipe classée première de chaque groupe sera promue à la Ligue des Nations A de la CONCACAF 2026-27, et l'équipe classée quatrième de chaque groupe sera reléguée à la Ligue des Nations C de la CONCACAF 2026-27.
Comme annoncé par la CONCACAF en février 2023, la Ligue des Nations de la CONCACAF 2024-25 servira de qualification pour la Gold Cup de la CONCACAF 2025. Les équipes de la Ligue B peuvent se qualifier pour le tournoi final de la Gold Cup de la CONCACAF 2025 ou pour le tournoi de qualification de la Gold Cup (également appelé préliminaires de la Gold Cup de la CONCACAF).
Les quatre vainqueurs de groupe (c'est-à-dire les 4 équipes qui seront promues en Ligue A) se qualifieront directement pour la Gold Cup de la CONCACAF 2025.
Les deux meilleures équipes classées deuxièmes se qualifieront pour la qualification pour la Gold Cup de la CONCACAF 2025.

### Changements d'équipes
| Promus en Ligue B                    |
| ------------------------------------ |
| Aruba Bonaire Dominique Saint-Martin |

### Tirage au sort
Les chapeaux ont été confirmés le 19 avril 2024, les seize équipes de la Ligue B étant réparties en trois chapeaux de trois équipes, sur la base du classement CONCACAF au 31 mars 2024.
| Équipe                 | Coeff | Classement |
| ---------------------- | ----- | ---------- |
| Haïti                  | 1409  | 8          |
| Salvador               | 1230  | 12         |
| Curaçao                | 1134  | 14         |
| République dominicaine | 933   | 20         |

| Équipe       | Coeff | Classement |
| ------------ | ----- | ---------- |
| Bermudes     | 854   | 21         |
| Porto Rico   | 849   | 22         |
| Montserrat   | 815   | 23         |
| Sainte-Lucie | 798   | 24         |

| Équipe                          | Coeff | Classement |
| ------------------------------- | ----- | ---------- |
| Grenade                         | 774   | 26         |
| Saint-Vincent-et-les-Grenadines | 769   | 27         |
| Antigua-et-Barbuda              | 768   | 28         |
| Aruba P                         | 641   | 30         |

| Équipe         | Coeff | Classement |
| -------------- | ----- | ---------- |
| Dominique P    | 638   | 31         |
| Bonaire P      | 590   | 32         |
| Saint-Martin P | 522   | 34         |
| Sint Maarten   | 487   | 35         |

## Groupes
Afin de réduire les perturbations de voyage rencontrées par les équipes lors des éditions précédentes, la CONCACAF a décidé que les matchs de la Ligue B programmés se dérouleront dans un lieu centralisé.
De cette façon, l'association nationale de la troisième équipe la mieux classée de chaque groupe, une fois le tirage au sort effectué, sera responsable d'accueillir tous les matchs de son groupe prévus en septembre. L'équipe la mieux classée de chaque groupe, une fois le tirage au sort effectué, sera responsable d'accueillir tous les matchs de son groupe prévus en octobre. De même, l'équipe la mieux classée de chaque groupe, une fois le tirage au sort effectué, sera responsable d'accueillir tous les matchs de son groupe prévus en novembre. Si une association nationale n'est pas en mesure d'accueillir des matchs, la CONCACAF se réserve le droit de sélectionner un autre lieu.
La liste des rencontres a été confirmée par la CONCACAF le 23 mai 2024.
Les horaires indiqués sont en heure de l'Est, sauf indications contraires.
Légende des classements
- Promotion en Ligue A
- Possible qualification pour la Gold Cup 2025 basée sur le classement
- Relégation en Ligue C

### Groupe A
| Rang | Équipe                            | Pts | J | G | N | P | Bp | Bc | Diff |  | Résultats (▼ dom., ► ext.)        |     |     |     |     |
| ---- | --------------------------------- | --- | - | - | - | - | -- | -- | ---- |  | --------------------------------- | --- | --- | --- | --- |
| 1    | Salvador R                        | 15  | 6 | 5 | 0 | 1 | 12 | 6  | +6   |  | Salvador R                        |     | 1-2 | 2-1 | 1-0 |
| 2    | Saint-Vincent-et-les-Grenadines P | 13  | 6 | 4 | 1 | 1 | 12 | 7  | +5   |  | Saint-Vincent-et-les-Grenadines P | 2-3 |     | 3-1 | 2-0 |
| 3    | Bonaire                           | 4   | 6 | 1 | 1 | 4 | 4  | 8  | -4   |  | Bonaire                           | 0-1 | 1-1 |     | 0-1 |
| 4    | Montserrat                        | 3   | 6 | 1 | 0 | 5 | 3  | 10 | -7   |  | Montserrat                        | 1-4 | 1-2 | 0-1 |     |

| 1re journée            | Montserrat | 1 - 4   | Salvador                                                           | Stadion Antonio Trenidat, Rincon |                             |
| 5 septembre 2024 16h00 | Barzey 28e | (1 - 1) | 9e Landaverde · 63e Mauricio · 68e Benitez · 84e (pen.) Santamaría | Arbitrage : Benjamín Pineda      | Arbitrage : Benjamín Pineda |
| 5 septembre 2024 16h00 | Rapport    |         |                                                                    | Arbitrage : Benjamín Pineda      | Arbitrage : Benjamín Pineda |

| 5 septembre 2024 | Bonaire   | 1 - 1   | Saint-Vincent-et-les-Grenadines | Stadion Antonio Trenidat, Rincon |                         |
| 21h00            | Hoeve 36e | (1 - 1) | 39e Pierre                      | Arbitrage : Jon Freemon          | Arbitrage : Jon Freemon |
| 21h00            | Rapport   |         |                                 | Arbitrage : Jon Freemon          | Arbitrage : Jon Freemon |

| 2e journée             | Saint-Vincent-et-les-Grenadines | 2 - 0   | Montserrat | Stadion Antonio Trenidat, Rincon |                            |
| 8 septembre 2024 16h00 | Stewart 15e · Spring 88e        | (1 - 0) |            | Arbitrage : Rubiel Vázquez       | Arbitrage : Rubiel Vázquez |
| 8 septembre 2024 16h00 | Rapport                         |         |            | Arbitrage : Rubiel Vázquez       | Arbitrage : Rubiel Vázquez |

| 8 septembre 2024 | Salvador                         | 2 - 1   | Bonaire             | Stadion Antonio Trenidat, Rincon |                             |
| 21h00            | Hoeve 45+3e (csc) · Mauricio 60e | (1 - 0) | 90+1e van der Sande | Arbitrage : Steven Madrigal      | Arbitrage : Steven Madrigal |
| 21h00            | Rapport                          |         |                     | Arbitrage : Steven Madrigal      | Arbitrage : Steven Madrigal |

| 3e journée            | Bonaire | 0 - 1   | Montserrat        | Stade d'Arnos Vale, Kingstown |                           |
| 10 octobre 2024 16h00 |         | (0 - 0) | 49e (pen.) Taylor | Arbitrage : Hakeem Harvey     | Arbitrage : Hakeem Harvey |
| 10 octobre 2024 16h00 | Rapport |         |                   | Arbitrage : Hakeem Harvey     | Arbitrage : Hakeem Harvey |

| 10 octobre 2024 | Saint-Vincent-et-les-Grenadines | 2 - 3   | Salvador                               | Stade d'Arnos Vale, Kingstown |                           |
| 21h00           | B.John 43e · S.Adams 63e        | (1 - 1) | 20e Vásquez · 70e Ortíz · 87e Castillo | Arbitrage : Oshane Nation     | Arbitrage : Oshane Nation |
| 21h00           | Rapport                         |         |                                        | Arbitrage : Oshane Nation     | Arbitrage : Oshane Nation |

| 4e journée            | Montserrat | 0 - 1   | Bonaire     | Stade d'Arnos Vale, Kingstown    |                                  |
| 13 octobre 2024 16h00 |            | (0 - 1) | 29e Cicilia | Arbitrage : Khamal Harding-Hodge | Arbitrage : Khamal Harding-Hodge |
| 13 octobre 2024 16h00 | Rapport    |         |             | Arbitrage : Khamal Harding-Hodge | Arbitrage : Khamal Harding-Hodge |

| 13 octobre 2024 | Salvador   | 1 - 2   | Saint-Vincent-et-les-Grenadines | Stade d'Arnos Vale, Kingstown                   |                                                 |
| 20h00           | Clavel 71e | (0 - 1) | 39e S.Adams · 88e Spring        | Spectateurs : 3 500 Arbitrage : Tristley Bassue | Spectateurs : 3 500 Arbitrage : Tristley Bassue |
| 20h00           | Rapport    |         |                                 | Spectateurs : 3 500 Arbitrage : Tristley Bassue | Spectateurs : 3 500 Arbitrage : Tristley Bassue |

| 5e journée                   | Montserrat    | 1 - 2   | Saint-Vincent-et-les-Grenadines | Stade Cuscatlán, San Salvador |                         |
| 14 novembre 2024 14h00 UTC-6 | D.Daniels 87e | (0 - 1) | 42e Pierre · 86e (pen.) Stewart | Arbitrage : Jorge Leira       | Arbitrage : Jorge Leira |
| 14 novembre 2024 14h00 UTC-6 | Rapport       |         |                                 | Arbitrage : Jorge Leira       | Arbitrage : Jorge Leira |

| 14 novembre 2024 | Bonaire | 0 - 1   | Salvador      | Stade Cuscatlán, San Salvador |                             |
| 19h00 UTC-6      |         | (0 - 0) | 83e S.Vásquez | Arbitrage : Steven Madrigal   | Arbitrage : Steven Madrigal |
| 19h00 UTC-6      | Rapport |         |               | Arbitrage : Steven Madrigal   | Arbitrage : Steven Madrigal |

| 6e journée                   | Saint-Vincent-et-les-Grenadines | 3 - 1   | Bonaire         | Stade Cuscatlán, San Salvador |                              |
| 17 novembre 2024 19h00 UTC-6 | Spring 19e 82e · Edwards 67e    | (1 - 0) | 74e (csc) Yorke | Arbitrage : Jose Raul Torres  | Arbitrage : Jose Raul Torres |
| 17 novembre 2024 19h00 UTC-6 | Rapport                         |         |                 | Arbitrage : Jose Raul Torres  | Arbitrage : Jose Raul Torres |

| 17 novembre 2024 | Salvador  | 1 - 0   | Montserrat | Stade Cuscatlán, San Salvador |                          |
| 14h00 UTC-6      | Tejada 9e | (1 - 0) |            | Arbitrage : Sergio Reyna      | Arbitrage : Sergio Reyna |
| 14h00 UTC-6      | Rapport   |         |            | Arbitrage : Sergio Reyna      | Arbitrage : Sergio Reyna |

### Groupe B
| Rang | Équipe         | Pts | J | G | N | P | Bp | Bc | Diff |  | Résultats (▼ dom., ► ext.) |     |     |     |     |
| ---- | -------------- | --- | - | - | - | - | -- | -- | ---- |  | -------------------------- | --- | --- | --- | --- |
| 1    | Curaçao R      | 13  | 6 | 4 | 1 | 1 | 15 | 3  | +12  |  | Curaçao R                  |     | 4-1 | 1-0 | 4-0 |
| 2    | Sainte-Lucie   | 9   | 6 | 3 | 0 | 3 | 7  | 15 | -8   |  | Sainte-Lucie               | 2-1 |     | 0-4 | 0-4 |
| 3    | Grenade R      | 7   | 6 | 2 | 1 | 3 | 7  | 6  | +1   |  | Grenade R                  | 0-0 | 1-2 |     | 0-3 |
| 4    | Saint-Martin P | 6   | 6 | 2 | 0 | 4 | 8  | 13 | -5   |  | Saint-Martin P             | 0-5 | 1-2 | 0-2 |     |

| 1re journée            | Sainte-Lucie             | 2 - 1   | Curaçao    | Stade Kirani-James, Saint-Georges |                              |
| 6 septembre 2024 17h00 | Jude Boyd 24e · Elva 55e | (1 - 0) | 63e Brenet | Arbitrage : Ken Pennyfeather      | Arbitrage : Ken Pennyfeather |
| 6 septembre 2024 17h00 | Rapport                  |         |            | Arbitrage : Ken Pennyfeather      | Arbitrage : Ken Pennyfeather |

| 6 septembre 2024 | Saint-Martin | 0 - 2   | Grenade                     | Stade Kirani-James, Saint-Georges |                         |
| 20h00            |              | (0 - 2) | 5e Akins · 38e Charles-Cook | Arbitrage : David Gómez           | Arbitrage : David Gómez |
| 20h00            | Rapport      |         |                             | Arbitrage : David Gómez           | Arbitrage : David Gómez |

| 2e journée             | Curaçao                                                 | 4 - 0   | Saint-Martin | Stade Kirani-James, Saint-Georges |                           |
| 9 septembre 2024 23h00 | Bacuna 10e · Kastaneer 13e · Bacuna 48e · Zimmerman 65e | (2 - 0) |              | Arbitrage : José Corporán         | Arbitrage : José Corporán |
| 9 septembre 2024 23h00 | Rapport                                                 |         |              | Arbitrage : José Corporán         | Arbitrage : José Corporán |

| 10 septembre 2024 | Grenade   | 1 - 2   | Sainte-Lucie                     | Stade Kirani-James, Saint-Georges |                                  |
| 02h00             | Akins 51e | (0 - 2) | 13e Forino Joseph · 21e Baptiste | Arbitrage : Josué Ugalde Aguilar  | Arbitrage : Josué Ugalde Aguilar |
| 02h00             | Rapport   |         |                                  | Arbitrage : Josué Ugalde Aguilar  | Arbitrage : Josué Ugalde Aguilar |

| 3e journée           | Grenade | 0 - 0   | Curaçao | Daren Sammy Cricket Ground, Gros Islet |                         |
| 11 octobre 2024 7h00 |         | (0 - 0) |         | Arbitrage : Jon Freemon                | Arbitrage : Jon Freemon |
| 11 octobre 2024 7h00 | Rapport |         |         | Arbitrage : Jon Freemon                | Arbitrage : Jon Freemon |

| 11 octobre 2024 | Saint-Martin | 1 - 2   | Sainte-Lucie | Daren Sammy Cricket Ground, Gros Islet |                             |
| 20h00           | Raga 30e     | (1 - 0) | 76e 90e Elva | Arbitrage : Odette Hamilton            | Arbitrage : Odette Hamilton |
| 20h00           | Rapport      |         |              | Arbitrage : Odette Hamilton            | Arbitrage : Odette Hamilton |

| 4e journée            | Curaçao    | 1 - 0   | Grenade | Daren Sammy Cricket Ground, Gros Islet |                               |
| 14 octobre 2024 16h00 | Bacuna 30e | (1 - 0) |         | Arbitrage : Christopher Mason          | Arbitrage : Christopher Mason |
| 14 octobre 2024 16h00 | Rapport    |         |         | Arbitrage : Christopher Mason          | Arbitrage : Christopher Mason |

| 14 octobre 2024 | Sainte-Lucie | 0 - 4   | Saint-Martin                                   | Daren Sammy Cricket Ground, Gros Islet |                           |
| 19h00           |              | (0 - 3) | Lebon 8e (pen.) 45+2e · Barakat 26e · Arne 62e | Arbitrage : Michael Venne              | Arbitrage : Michael Venne |
| 19h00           | Rapport      |         |                                                | Arbitrage : Michael Venne              | Arbitrage : Michael Venne |

| 5e journée                   | Sainte-Lucie | 0 - 4   | Grenade                                                         | Stade Ergilio-Hato, Willemstad |                           |
| 15 novembre 2024 16h00 UTC-4 |              | (0 - 0) | 50e Francis · 56e Charles-Cook · 74e T.Williams · 86e Hippolyte | Arbitrage : Shavin Greene      | Arbitrage : Shavin Greene |
| 15 novembre 2024 16h00 UTC-4 | Rapport      |         |                                                                 | Arbitrage : Shavin Greene      | Arbitrage : Shavin Greene |

| 15 novembre 2024 | Saint-Martin | 0 - 5   | Curaçao                                        | Stade Ergilio-Hato, Willemstad |                          |
| 19h00 UTC-4      |              | (0 - 2) | 24e 34e 54e 80e Margaritha · 78e (pen.) Bacuna | Arbitrage : Félix Mojica       | Arbitrage : Félix Mojica |
| 19h00 UTC-4      | Rapport      |         |                                                | Arbitrage : Félix Mojica       | Arbitrage : Félix Mojica |

| 6e journée                   | Grenade | 0 - 3   | Saint-Martin                | Stade Ergilio-Hato, Willemstad |                           |
| 18 novembre 2024 16h00 UTC-4 |         | (0 - 1) | 39e Denis · 87e 90+3e Lebon | Arbitrage : José Corporán      | Arbitrage : José Corporán |
| 18 novembre 2024 16h00 UTC-4 | Rapport |         |                             | Arbitrage : José Corporán      | Arbitrage : José Corporán |

| 18 novembre 2024 | Curaçao                            | 4 - 1   | Sainte-Lucie  | Stade Ergilio-Hato, Willemstad |                                |
| 19h00 UTC-4      | Kastaneer 27e 30e · Bacuna 73e 79e | (2 - 1) | 29e R.Charles | Arbitrage : Fernando Hernández | Arbitrage : Fernando Hernández |
| 19h00 UTC-4      | Rapport                            |         |               | Arbitrage : Fernando Hernández | Arbitrage : Fernando Hernández |

### Groupe C
| Rang | Équipe       | Pts | J | G | N | P | Bp | Bc | Diff |  | Résultats (▼ dom., ► ext.) |     |     |     |     |
| ---- | ------------ | --- | - | - | - | - | -- | -- | ---- |  | -------------------------- | --- | --- | --- | --- |
| 1    | Haïti R      | 18  | 6 | 6 | 0 | 0 | 29 | 5  | +24  |  | Haïti R                    |     | 3-0 | 6-0 | 5-3 |
| 2    | Porto Rico   | 9   | 6 | 3 | 0 | 3 | 11 | 12 | -1   |  | Porto Rico                 | 1-4 |     | 2-1 | 5-1 |
| 3    | Sint Maarten | 9   | 6 | 3 | 0 | 3 | 7  | 18 | -11  |  | Sint Maarten               | 0-8 | 3-2 |     | 2-0 |
| 4    | Aruba P      | 0   | 6 | 0 | 0 | 6 | 5  | 17 | -12  |  | Aruba P                    | 1-3 | 0-1 | 0-1 |     |

| 1re journée            | Sint Maarten              | 2 - 0   | Aruba | Stade athlétique de Mayagüez, Mayagüez |                           |
| 6 septembre 2024 17h00 | Lake 81e · Olivacce 90+3e | (0 - 0) |       | Arbitrage : Hakeem Harvey              | Arbitrage : Hakeem Harvey |
| 6 septembre 2024 17h00 | Rapport                   |         |       | Arbitrage : Hakeem Harvey              | Arbitrage : Hakeem Harvey |

| 8 septembre 2024 | Porto Rico | 1 - 4   | Haïti                                                        | Stade athlétique de Mayagüez, Mayagüez |                         |
| 20h00            | G.Díaz 29e | (1 - 0) | 51e Jean Jacques · 60e Pierrot · 76e Don Deedson · 83e Nazon | Arbitrage : Filip Dujic                | Arbitrage : Filip Dujic |
| 20h00            | Rapport    |         |                                                              | Arbitrage : Filip Dujic                | Arbitrage : Filip Dujic |

| 2e journée             | Haïti                                                 | 6 - 0   | Sint Maarten | Stade athlétique de Mayagüez, Mayagüez |                                 |
| 9 septembre 2024 23h00 | Christopher 40e · Nazon 59e 75e 82e · Cantave 77e 85e | (1 - 0) |              | Arbitrage : Carly Shaw-Maclaren        | Arbitrage : Carly Shaw-Maclaren |
| 9 septembre 2024 23h00 | Rapport                                               |         |              | Arbitrage : Carly Shaw-Maclaren        | Arbitrage : Carly Shaw-Maclaren |

| 10 septembre 2024 | Aruba   | 0 - 1   | Porto Rico    | Stade athlétique de Mayagüez, Mayagüez |                          |
| 02h00             |         | (0 - 0) | 73e Antonetti | Arbitrage : Kimbell Ward               | Arbitrage : Kimbell Ward |
| 02h00             | Rapport |         |               | Arbitrage : Kimbell Ward               | Arbitrage : Kimbell Ward |

| 3e journée            | Sint Maarten                         | 3 - 2   | Porto Rico              | Stade Trinidad, Oranjestad  |                             |
| 11 octobre 2024 16h00 | Amatkarijo 44e 85e (pen.) · Kort 49e | (1 - 1) | 2e Sulia · 90+5e A.Díaz | Arbitrage : Benjamín Pineda | Arbitrage : Benjamín Pineda |
| 11 octobre 2024 16h00 | Rapport                              |         |                         | Arbitrage : Benjamín Pineda | Arbitrage : Benjamín Pineda |

| 11 octobre 2024 | Aruba     | 1 - 3   | Haïti                              | Stade Trinidad, Oranjestad  |                             |
| 20h00           | Gentil 6e | (1 - 2) | 31e Pierrot · 38e 61e (pen.) Nazon | Arbitrage : Kwinsi Williams | Arbitrage : Kwinsi Williams |
| 20h00           | Rapport   |         |                                    | Arbitrage : Kwinsi Williams | Arbitrage : Kwinsi Williams |

| 4e journée            | Porto Rico                     | 2 - 1   | Sint Maarten  | Stade Trinidad, Oranjestad |                          |
| 14 octobre 2024 16h00 | G.Díaz 45e · Rivera 83e (pen.) | (1 - 0) | 54e Christina | Arbitrage : Moeth Gaymes   | Arbitrage : Moeth Gaymes |
| 14 octobre 2024 16h00 | Rapport                        |         |               | Arbitrage : Moeth Gaymes   | Arbitrage : Moeth Gaymes |

| 14 octobre 2024 | Haïti                                                                                    | 5 - 3   | Aruba                                   | Stade Trinidad, Oranjestad |                         |
| 20h00           | Jean Jacques 16e · Don Deedson 42e · Nazon 66e (pen.) · Picault 76e · Pierrot 89e (pen.) | (2 - 2) | 14e (pen.) 20e Ostiana · 78e Kruydenhof | Arbitrage : David Gómez    | Arbitrage : David Gómez |
| 20h00           | Rapport                                                                                  |         |                                         | Arbitrage : David Gómez    | Arbitrage : David Gómez |

| 5e journée                   | Porto Rico                                                           | 5 - 1   | Aruba         | Stade athlétique de Mayagüez, Mayagüez |                             |
| 15 novembre 2024 18h00 UTC-4 | Rivera 8e · N.Hernandez 23e · D.Ríos 55e · Servania 62e · A.Díaz 81e | (2 - 1) | 22e J.Jiménez | Arbitrage : Nicolas Wassouf            | Arbitrage : Nicolas Wassouf |
| 15 novembre 2024 18h00 UTC-4 | Rapport                                                              |         |               | Arbitrage : Nicolas Wassouf            | Arbitrage : Nicolas Wassouf |

| 15 novembre 2024 | Sint Maarten | 0 - 8   | Haïti                                                                             | Stade athlétique de Mayagüez, Mayagüez |                               |
| 21h00 UTC-4      |              | (0 - 4) | 2e Attys · 14e 25e 52e Pierrot · 19e Lacroix · 49e 58e (pen.) Nazon · 67e Prunier | Arbitrage : Norberto da Silva          | Arbitrage : Norberto da Silva |
| 21h00 UTC-4      | Rapport      |         |                                                                                   | Arbitrage : Norberto da Silva          | Arbitrage : Norberto da Silva |

| 6e journée                   | Aruba   | 0 - 1   | Sint Maarten  | Stade athlétique de Mayagüez, Mayagüez |                            |
| 18 novembre 2024 18h00 UTC-4 |         | (0 - 0) | 90+1e Illidge | Arbitrage : Fernando Morón             | Arbitrage : Fernando Morón |
| 18 novembre 2024 18h00 UTC-4 | Rapport |         |               | Arbitrage : Fernando Morón             | Arbitrage : Fernando Morón |

| 18 novembre 2024 | Haïti                                  | 3 - 0   | Porto Rico | Stade athlétique de Mayagüez, Mayagüez |                            |
| 21h00 UTC-4      | Attys 29e · Louicius 53e · Pierrot 70e | (1 - 0) |            | Arbitrage : Rubiel Vázquez             | Arbitrage : Rubiel Vázquez |
| 21h00 UTC-4      | Rapport                                |         |            | Arbitrage : Rubiel Vázquez             | Arbitrage : Rubiel Vázquez |

### Groupe D
| Rang | Équipe                 | Pts | J | G | N | P | Bp | Bc | Diff |  | Résultats (▼ dom., ► ext.) |     |     |     |     |
| ---- | ---------------------- | --- | - | - | - | - | -- | -- | ---- |  | -------------------------- | --- | --- | --- | --- |
| 1    | République dominicaine | 18  | 6 | 6 | 0 | 0 | 27 | 4  | +23  |  | République dominicaine     |     | 6-1 | 2-0 | 5-0 |
| 2    | Bermudes               | 12  | 6 | 4 | 0 | 2 | 15 | 13 | +2   |  | Bermudes                   | 2-3 |     | 3-2 | 2-1 |
| 3    | Dominique P            | 4   | 6 | 1 | 1 | 4 | 6  | 18 | -12  |  | Dominique P                | 1-6 | 1-6 |     | 2-1 |
| 4    | Antigua-et-Barbuda     | 1   | 6 | 0 | 1 | 5 | 2  | 15 | -13  |  | Antigua-et-Barbuda         | 0-5 | 0-1 | 0-0 |     |

| 1re journée            | Bermudes                 | 2 - 3   | République dominicaine                  | ABFA Technical Center, Piggotts |                          |
| 7 septembre 2024 11h00 | Crichlow 17e · Lambe 51e | (1 - 1) | 35e Romero · 62e Mörschel · 84e Vásquez | Arbitrage : Sanchez Bass        | Arbitrage : Sanchez Bass |
| 7 septembre 2024 11h00 | Rapport                  |         |                                         | Arbitrage : Sanchez Bass        | Arbitrage : Sanchez Bass |

| 7 septembre 2024 | Dominique                 | 2 - 1   | Antigua-et-Barbuda | ABFA Technical Center, Piggotts |                             |
| 16h00            | Bertrand 46e · Joseph 57e | (0 - 0) | 53e Stevens        | Arbitrage : Odette Hamilton     | Arbitrage : Odette Hamilton |
| 16h00            | Rapport                   |         |                    | Arbitrage : Odette Hamilton     | Arbitrage : Odette Hamilton |

| 2e journée              | République dominicaine   | 2 - 0   | Dominique | ABFA Technical Center, Piggotts |                              |
| 10 septembre 2024 11h00 | Vásquez 11e · Romero 25e | (2 - 0) |           | Arbitrage : Okeito Nicholson    | Arbitrage : Okeito Nicholson |
| 10 septembre 2024 11h00 | Rapport                  |         |           | Arbitrage : Okeito Nicholson    | Arbitrage : Okeito Nicholson |

| 10 septembre 2024 | Antigua-et-Barbuda | 0 - 1   | Bermudes     | ABFA Technical Center, Piggotts |                             |
| 16h00             |                    | (0 - 1) | Crichlow 56e | Arbitrage : Tristley Bassue     | Arbitrage : Tristley Bassue |
| 16h00             | Rapport            |         |              | Arbitrage : Tristley Bassue     | Arbitrage : Tristley Bassue |

| 3e journée                  | Antigua-et-Barbuda | 0 - 5   | République dominicaine                                           | Stade national des Bermudes, Devonshire |                             |
| 12 octobre 2024 14h30 UTC-3 |                    | (0 - 3) | 11e C.García · 13e Romero · 39e Vásquez · 88e 90+2e (pen.) Firpo | Arbitrage : Steven Madrigal             | Arbitrage : Steven Madrigal |
| 12 octobre 2024 14h30 UTC-3 | Rapport            |         |                                                                  | Arbitrage : Steven Madrigal             | Arbitrage : Steven Madrigal |

| 12 octobre 2024 | Dominique  | 1 - 6   | Bermudes                                                   | Stade national des Bermudes, Devonshire |                            |
| 19h30 UTC-3     | Joseph 61e | (0 - 3) | 9e 18e 26e (pen.) Wells · 49e Lewis · 85e Scott · 90e Bean | Arbitrage : Fernando Morón              | Arbitrage : Fernando Morón |
| 19h30 UTC-3     | Rapport    |         |                                                            | Arbitrage : Fernando Morón              | Arbitrage : Fernando Morón |

| 4e journée                  | République dominicaine                                                       | 5 - 0   | Antigua-et-Barbuda | Stade national des Bermudes, Devonshire |                               |
| 15 octobre 2024 14h30 UTC-3 | de Lucas 14e · Mörschel 35e · Romero 45+1e (pen.) · Firpo 52e · C.García 75e | (3 - 0) |                    | Arbitrage : Cristopher Corado           | Arbitrage : Cristopher Corado |
| 15 octobre 2024 14h30 UTC-3 | Rapport                                                                      |         |                    | Arbitrage : Cristopher Corado           | Arbitrage : Cristopher Corado |

| 15 octobre 2024 | Bermudes                               | 3 - 2   | Dominique                      | Stade national des Bermudes, Devonshire |                                  |
| 19h30 UTC-3     | Bredas 37e (csc) · Hall 45e · Bean 68e | (1 - 0) | 51e Jules · 59e (pen.) Laville | Arbitrage : Josué Ugalde Aguilar        | Arbitrage : Josué Ugalde Aguilar |
| 19h30 UTC-3     | Rapport                                |         |                                | Arbitrage : Josué Ugalde Aguilar        | Arbitrage : Josué Ugalde Aguilar |

| 5e journée                   | Bermudes                  | 2 - 1   | Antigua-et-Barbuda | Estadio Cibao, Cibao      |                           |
| 16 novembre 2024 17h00 UTC-4 | Drew 8e (csc) · Lambe 48e | (1 - 0) | 69e Massicot       | Arbitrage : Timothy Derry | Arbitrage : Timothy Derry |
| 16 novembre 2024 17h00 UTC-4 | Rapport                   |         |                    | Arbitrage : Timothy Derry | Arbitrage : Timothy Derry |

| 16 novembre 2024 | Dominique  | 1 - 6   | République dominicaine                                       | Estadio Cibao, Cibao       |                            |
| 20h00 UTC-4      | Joseph 30e | (1 - 2) | 13e 65e Romero · 37e 49e Mörsche · 68e Mata · 90+5e Paniagua | Arbitrage : Nelson Salgado | Arbitrage : Nelson Salgado |
| 20h00 UTC-4      | Rapport    |         |                                                              | Arbitrage : Nelson Salgado | Arbitrage : Nelson Salgado |

| 6e journée                   | Antigua-et-Barbuda | 0 - 0   | Dominique | Estadio Cibao, Cibao      |                           |
| 19 novembre 2024 17h00 UTC-4 |                    | (0 - 0) |           | Arbitrage : Timothy Derry | Arbitrage : Timothy Derry |
| 19 novembre 2024 17h00 UTC-4 | Rapport            |         |           | Arbitrage : Timothy Derry | Arbitrage : Timothy Derry |

| 19 novembre 2024 | République dominicaine                                | 6 - 1   | Bermudes      | Estadio Cibao, Cibao             |                                  |
| 20h00 UTC-4      | Romero 33e 69e 90e 90+4e · J.López 75e · Mörschel 87e | (1 - 1) | 45+2e Parfitt | Arbitrage : José García Meléndez | Arbitrage : José García Meléndez |
| 20h00 UTC-4      | Rapport                                               |         |               | Arbitrage : José García Meléndez | Arbitrage : José García Meléndez |

## Classement général et buteurs

### Classement général
| Rang | Nation | Parcours                        |
| ---- | ------ | ------------------------------- |
| 1er  |        | Meilleur premier de groupe      |
| 2e   |        | 2e meilleur premier de groupe   |
| 3e   |        | 3e meilleur premier de groupe   |
| 4e   |        | 4e meilleur premier de groupe   |
|      |        |                                 |
| 5e   |        | Meilleur deuxième de groupe     |
| 6e   |        | 2e meilleur deuxième de groupe  |
| 7e   |        | 3e meilleur deuxième de groupe  |
| 8e   |        | 4e meilleur deuxième de groupe  |
|      |        |                                 |
| 9e   |        | Meilleur troisième de groupe    |
| 10e  |        | 2e meilleur troisième de groupe |
| 11e  |        | 3e meilleur troisième de groupe |
| 12e  |        | 4e meilleur troisième de groupe |
|      |        |                                 |
| 13e  |        | Meilleur quatrième de groupe    |
| 14e  |        | 2e meilleur quatrième de groupe |
| 15e  |        | 3e meilleur quatrième de groupe |
| 16e  |        | 4e meilleur quatrième de groupe |

### Équipe-type
| Gardien | Défenseurs | Milieux | Attaquants |
| ------- | ---------- | ------- | ---------- |
|         |            |         |            |